# Armed with Madness
Armed with Madness is een roman uit 1928 van de Britse schrijfster Mary Butts. Dit boek vormt in feite een duologie met haar roman The Death of Felicity Taverner uit 1932. In deze roman uit de Jazz Age introduceert Butts Scylla Taverner, haar minnaar Picus, haar broer Felix, en hun hechte kring van Engelse, Russische en Amerikaanse vrienden, die met een gepassioneerde intensiteit genieten van hun jeugd. Wanneer ze op de bodem van een bron een antieke kelk vinden, komen ze terecht in een avontuur dat mythische proporties aanneemt, een virtuele reconstructie van de zoektocht naar de Heilige Graal.